# Walter Thomas Monnington

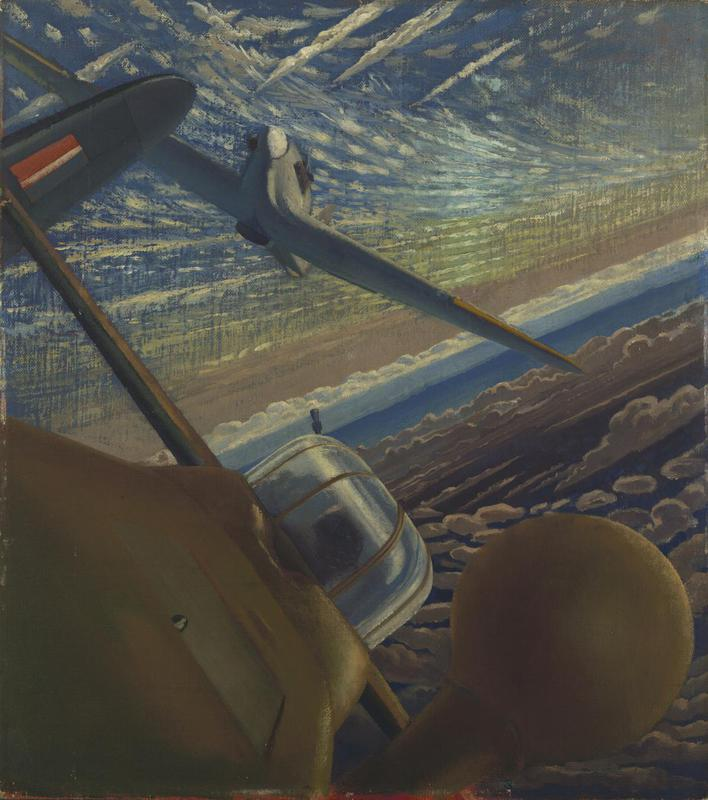
Walter Thomas Monnington: Halifax- und Hurricane-Flugzeuge im gemeinsamen Einsatz – Blick vom Heck eines Halifax-Bombers auf die Position des Heckschützen, während das Flugzeug unter einem aufsteigenden Hurricane hindurchfliegt. Im Hintergrund sind bunte Wolken zu sehen. Imperial War Museums

Sir Walter Thomas Monnington (* 2. Oktober 1902 in London; † 5. Januar 1976 ebenda) war ein britischer Maler und Kunstpädagoge. Er wurde vor allem durch seine Wand- und Deckengemälde im Stil des Neoklassizismus sowie durch seine Tätigkeit als Präsident der Royal Academy bekannt.

## Leben
Walter Thomas Monnington wurde 1902 in London geboren. Von 1918 bis 1922 besuchte er die Slade School of Fine Art am University College London und studierte dort bei Henry Tonks. Nach seinem Abschluss gewann er ein Stipendium für einen Studienaufenthalt in Italien, wo er sich intensiv mit Renaissance-Wandmalerei auseinandersetzte. In den 1920er Jahren arbeitete er als Assistent von Frank Brangwyn an verschiedenen dekorativen Malprojekten. Schon früh erhielt er eigene öffentliche Aufträge, unter anderem für Wand- und Deckenmalereien in britischen Regierungsgebäuden. Eines seiner bekanntesten Werke ist die Ausmalung der Kuppel der St. Stephen’s Hall im Palace of Westminster, an der er ab den 1920er Jahren beteiligt war.
Thomas Monnington wurde 1931 Mitglied der Royal Academy of Arts und wirkte parallel dazu als Lehrer am Royal College of Art. Während des Zweiten Weltkriegs war er als offizieller Kriegskünstler tätig und stellte Flugzeuge und technische Motive in einer reduzierten, fast abstrakten Formensprache dar. Nach dem Krieg entwickelte sich sein Stil zunehmend zu einem streng geometrischen, abstrakten Ansatz, der von seiner Faszination für Perspektive, Architektur und mathematische Proportionen geprägt war. 1955 wurde er Präsident der Royal Academy, ein Amt, das er bis 1966 innehatte. In dieser Funktion setzte er sich für die Erneuerung der Akademieausbildung und die Förderung junger Künstler ein. Für seine Verdienste wurde er 1967 zum Knight Bachelor ernannt. Bis zu seinem Tod im Jahr 1976 blieb er in London künstlerisch aktiv.

## Werk

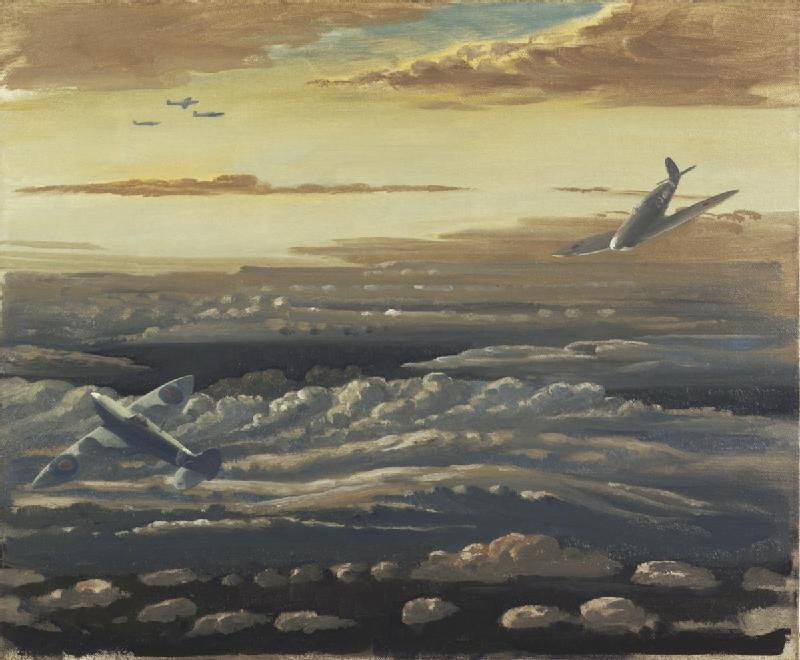
Walter Thomas Monnington: Clouds and Spitfires (1943). Imperial War Museums

Thomas Monnington ist vor allem für seine dekorativen Wand- und Deckengemälde im Stil des britischen Neoklassizismus bekannt. In seinen frühen Werken ist eine deutliche Beeinflussung durch die italienische Renaissance, insbesondere durch Maler wie Piero della Francesca und Raffael, erkennbar. In den 1940er Jahren wandte er sich zunehmend einer reduzierten, geometrischen Bildsprache zu, in der er mathematische Prinzipien, Perspektive und harmonische Proportionen verband. Diese Entwicklung ist insbesondere in seinen Nachkriegswerken erkennbar, in denen er architektonische Formen und abstrakte Kompositionen kombinierte.
Neben seinen Monumentalaufträgen schuf Thomas Monnington auch Porträts und Zeichnungen. Charakteristisch für sein Werk ist die Verbindung von handwerklicher Präzision mit einem ausgeprägten Sinn für Harmonie und Ordnung. Seine Werke befinden sich heute in britischen Sammlungen, darunter in der Tate Britain, im Imperial War Museum und in der Royal Academy of Arts.